# エコール・ポリテクニーク
エコール・ポリテクニーク（フランス語: École polytechnique、通称X〈イックス〉）または理工科学校（りこうかがっこう）は、フランスのパリ市近郊エソンヌ県パレゾーに位置する軍事省管轄の公立高等教育研究機関であり、グランゼコールのひとつである。フランス革命時に創設された3校（パリ高等師範学校、エコール・ポリテクニーク、国立工芸院）のうちの一校であり、現代フランス社会において行政学院と共に絶大なる影響力を誇る。フランスの理系学生の最優秀層は、エコール・ポリテクニークかパリ高等師範学校の理数科に進学すると言われている。名実ともに理工系グランゼコール(フランスのエリート養成機関)の最高峰であり、一学年300人程度と小規模ながら、同校からは3名のノーベル賞受賞者、1名のフィールズ賞受賞者、3名のフランス大統領、複数の企業CEOを輩出している。
"ポリテクニック"の語源となった学校であり、世界中にエコール・ポリテクニークをモデルとした学校・大学が存在する。理工系エリート（テクノクラート）養成の機関である。2015年TimesのTHE世界大学ランキングによって、フランス国内において第一位と認定された。
4年の課程でIngénieur Polytechnicien の理工系学位を付与する。学生やディプロム授与者はポリテクニシャン（polytechnicien）と呼ばれる。学生の多くは、グランゼコール準備級で2年間数学と物理を学んだ後、または理学士（Bachelor of Science）を取得したのちに、本校を受験することとなる。
フランス革命中の1794年9月28日に、数学者ラザール・カルノーとガスパール・モンジュによって創設され、1804年にナポレオン・ボナパルトによって軍学校とされた。
ParisTechの設立メンバーとしてパリ近郊の各高等工科系の学校とグループを結んでいる。
2019年に設立されたパリ工科大学(Institut Polytechnique de Paris, IP Paris)を構成する6つのグランゼコールの１校である。

## 歴史
- 1794年、フランス革命中にラザール・カルノーとガスパール・モンジュにより École centrale des travaux publics の名称で設立される。初代校長はジョゼフ＝ルイ・ラグランジュが就いた[要検証 – ノート]。
- 1805年、皇帝ナポレオン・ボナパルトによってパリ市カルチエ・ラタンに軍学校として移設。
- 1814年、第六次対仏大同盟のパリ防衛戦（パリの戦い、Bataille de Paris (1814)）に学生が参加。
- 1830年、フランス7月革命においては、40人の学生がこれに参加。
- 1972年、女性が初めて入学。
- 1985年、博士号の付与を開始する。
- 1976年、キャンパスをパリ市から移転し、エソンヌ県パレゾー市に本部を置く。
- 2020年、パリサクレー大学創設。

1994年1月に東京大学工学部と国際交流協定を結んでいる。

パリ祭で行進する生徒達
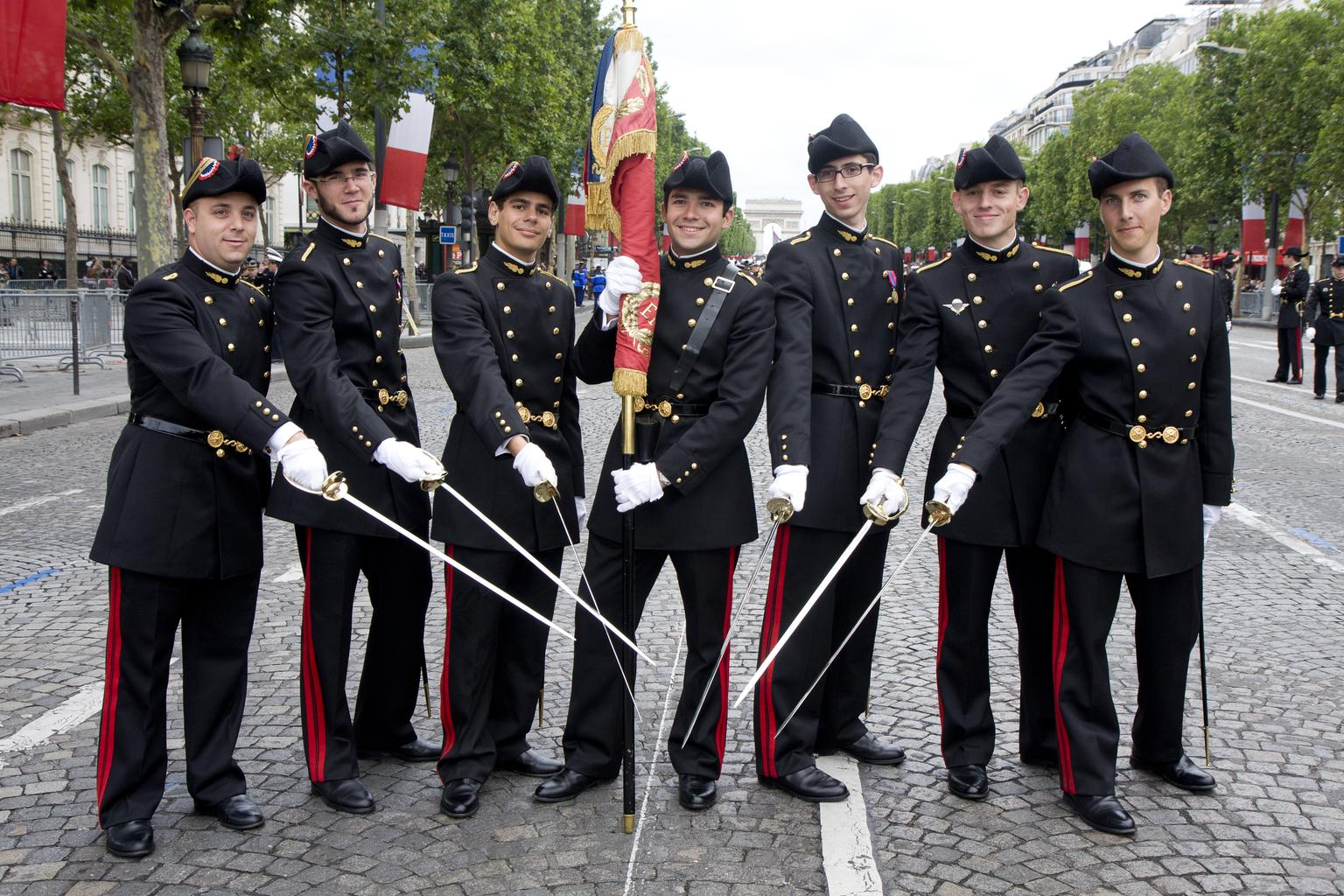
パリ祭
キャンパス図
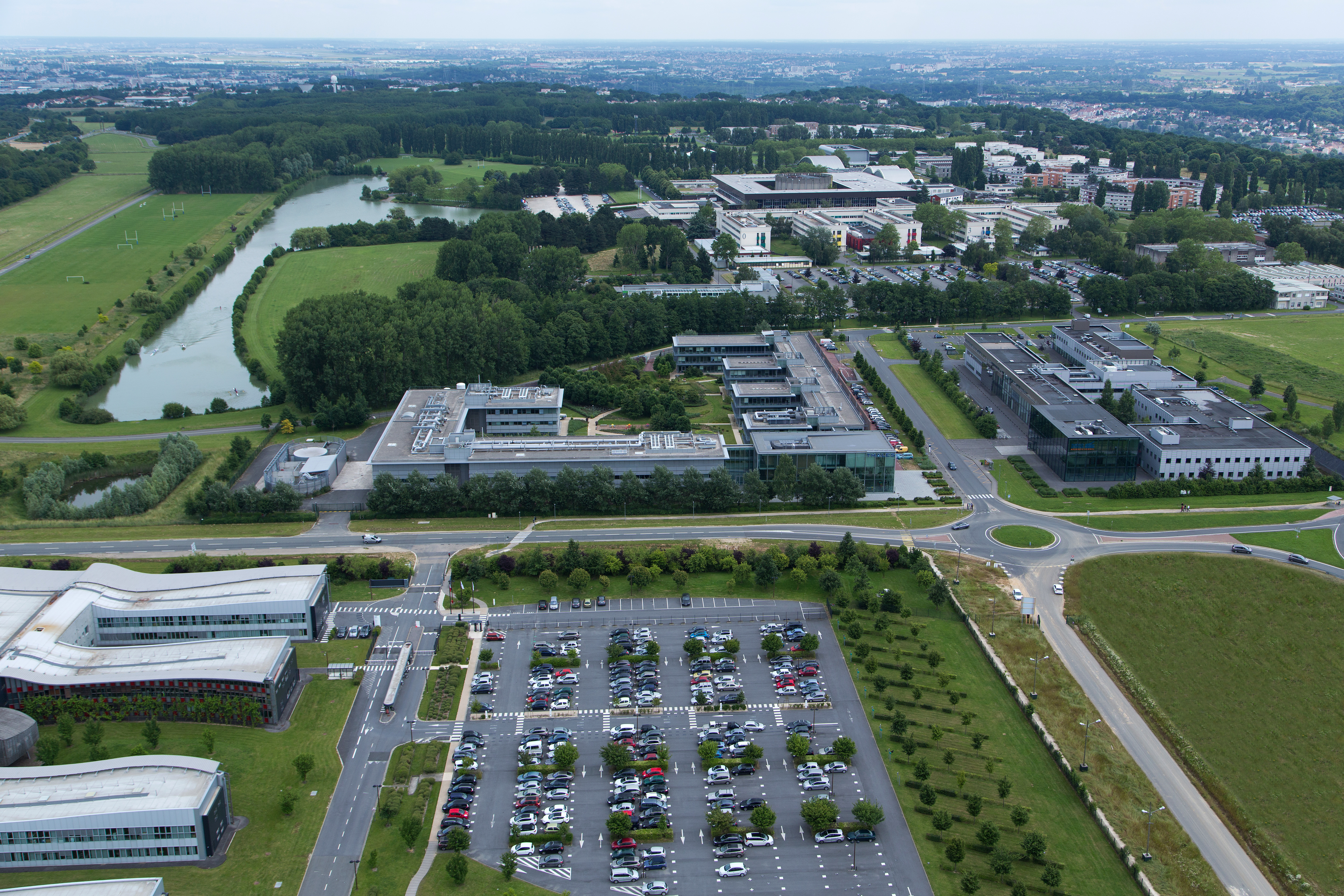
キャンパスの空中写真

## 組織

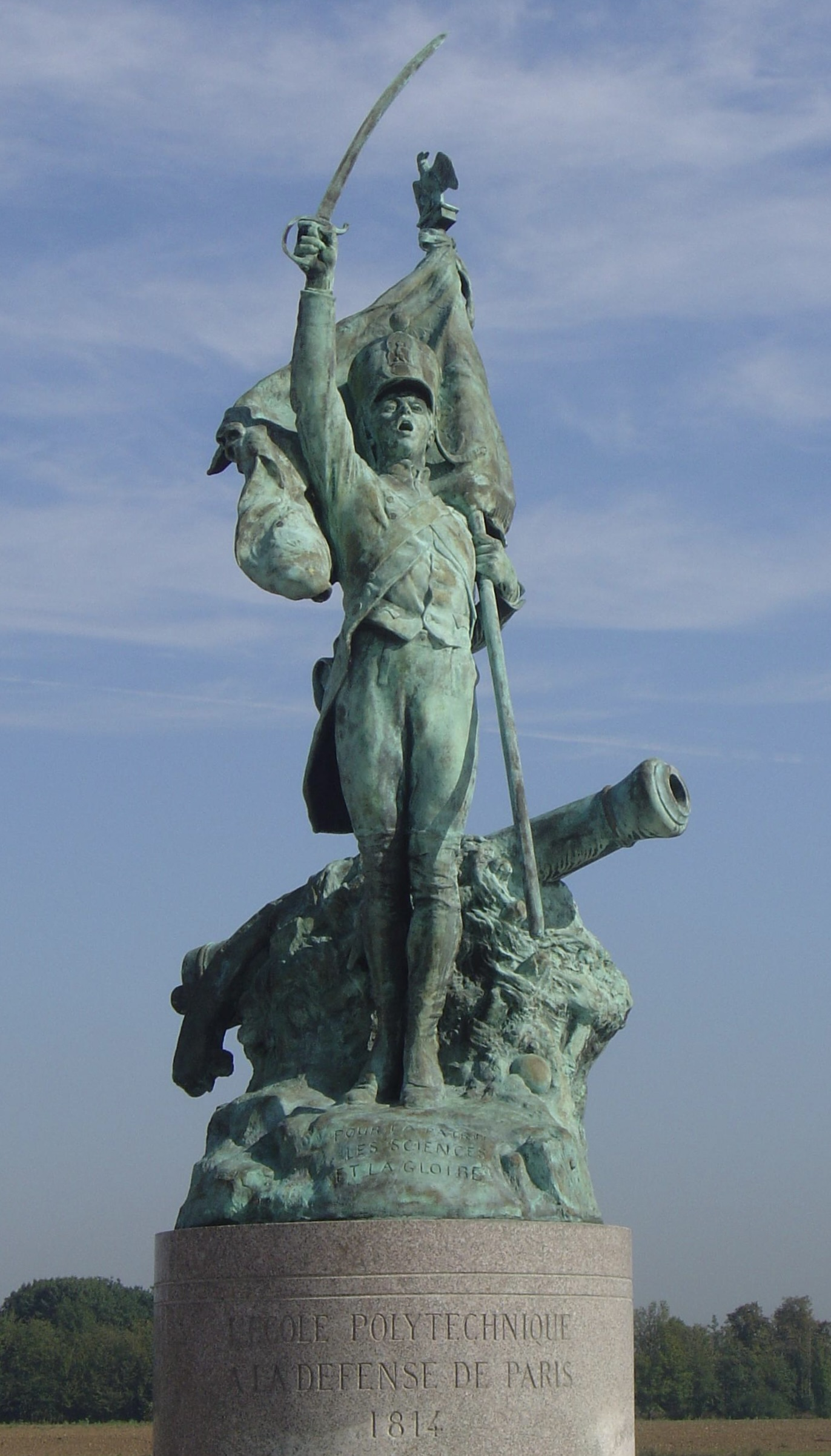
パリ防衛戦（1814年）への学生参加を描いた像。

ナポレオン・ボナパルトがフランス革命後の技術将校の不足に対処するために軍に所属させた経緯により、現在も国防省が装備総局を通じて所管する。 但し、あくまでそれは歴史的経緯であり、エコール・ポリテクニーク（École polytechnique）は、軍事系グランゼコールではなく理工系グランゼコールであり、士官養成のためにサン・シール陸軍士官学校や海軍士官学校、空軍士官学校など軍事系のグランゼコールが別に存在する。
ポリテクニークは文民の技術者・科学者のための理工系学校（実質的にフランスの技術系官庁の高官はすべてポリテクニーク出身者で占められ、これは非技術系官庁におけるフランス国立行政学院出身者と同様である）であり、なおかつ三軍（陸海空軍）の将校のための技術系学校でもあるという二つの役割を常に担ってきた。これらの二つの部門は、かなり19世紀的な実証主義的国家観において、国家を指導する科学・工学系エリートをフランス国家に供給するという計画の一部を担っている。この文官や軍将校を育成するという部分は1950年代以降は弱まり、今ではポリテクニークの学生の約10％が軍人や公務員になることを選ぶのみである（この内20％は研究職に就き、残りの大部分は技術職や管理職に就く）。卒業後、公務員にならずに米国や英国などの海外で働くことを望む卒業生も多い。
ポリテクニークは、もはや軍学校ではないものの、事務局長は将官の軍人であり、幹部や管理職、スポーツ教員にも軍人が採用されている。ポリテクニーク学生は男性、女性ともに正規将校であり、入学後暫くは軍事訓練に行かねばならない。
しかしながら、ポリテクニークの軍事的な側面は年々薄れてきており、初期軍事訓練の期間も短縮され、軍人になる卒業生も年々減っている。1980年代中ごろに「内勤服」が廃止されて以降、ポリテクニーク学生はキャンパスでは普段は制服を着用していないが、パリ祭の際にシャンゼリゼ通りで行われる軍事パレードやキャンパス内の特別なイベント（重要会議、公式行事、重要な課業）などでは19世紀風の二角帽子（ビコーン）の大礼装を着用する。これは、ケンブリッジ大学やオクスフォード大学におけるアカデミックドレスと同様の使われ方である。
1学年は約500名であり（フランス人400名、留学生100名）、修了年限は5年である。ただし、最初の1か月は軍事教練であり、その後に軍隊、警察、消防隊、官庁などに派遣されて、6か月間の体験研修を受ける。
入学時に少尉に任官され、在学中は卒業までの間、給料が支給される。卒業後10年間は公務員として働く義務を負い、辞退者にはペナルティが課される。
2年生、3年生はエソンヌ県パレゾー市の校舎敷地内で2年間の全寮制寄宿生活を送り、4年次には他のグランゼコールに派遣されて派遣された学校の修士号学位を授かる。成績上位100番ぐらいまでの成績優秀者は、派遣された校名の前にⅩが付けられ区別され（X-Mines、X-Pontsなど）、基本的には卒業後高級官僚になる。5年次には企業研修や海外留学を経験し、卒論を提出して修了する。

## 入学までの道

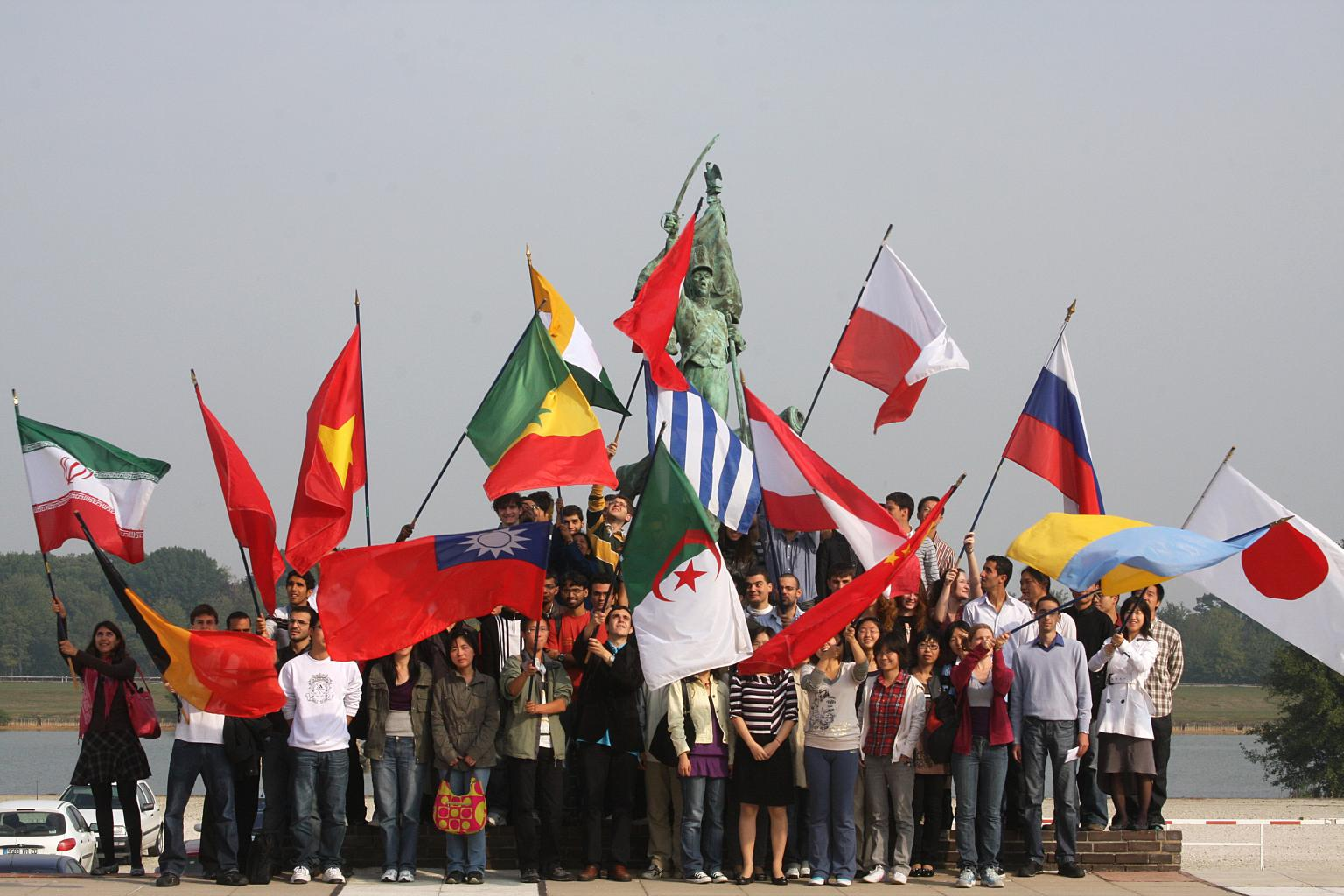
エコール・ポリテクニークの外国人学生ら

### 入学試験
高校を卒業後、Classes Preparatoires aux Grandes-Ecoles（略称Prepaプレパ）と呼ばれる2年間の予備学校に通う。（プレパには大抵全寮制の設備もあるが、通いの生徒もいる。）プレパで2年準備をした夏に全国試験を受ける。試験には２つのパートがあり、まずは筆記試験で全フランスにおける順位が発表される。そこから上位の者だけが口述試験に臨む。口述試験の結果が筆記試験の点数に加算され、最終的な全国での順位が決定する。毎年400名前後が入学する。試験に落ちた場合、翌年再挑戦が出来る。再挑戦の場合、ペナルティポイントが課され順位が落ちることがある。入学者の半数は二度目の挑戦で入学しており、入学には年齢上限があるが、大抵の受験者は２度目の失敗で諦める。３度目の受験で受かる人間はごく少数である。

### プレパにおける準備
週に30時間程度の授業、10時間の数学、10時間の物理、10時間の科学に加え、コンピューター・サイエンス、フランス文学と英語についても勉強する。授業の他に大量の宿題を課される。毎週、4時間の試験があり（週によって教科は変わる）、クラス内の順位が発表され、この順位は準備期間中ずっとついて回る。週に2 - 3回（各々1時間）Kholles（コール）と呼ばれる口述試験がある。コールには１人の教授に対し３人の学生が対峙し、教授に出されたそれぞれの質問に黒板を使って説明しながら答える。

### 試験内容
筆記試験は4時間の数学が2回、4時間の物理が2回、フランス語の論述、英文翻訳、そしてコンピューター・サイエンス、工業化学、化学の中から1教科を選択。1週間続く。だいたい一か月後に筆記試験の順位が発表され、上位の者が口述試験に呼ばれる。口述試験は数学に2コール、物理2コール、化学2コール、フランス語1コール、英語1コールとなる。筆記試験の過去問題はポリテクニークの準備用ウェブサイトで発表されている。

## 正装

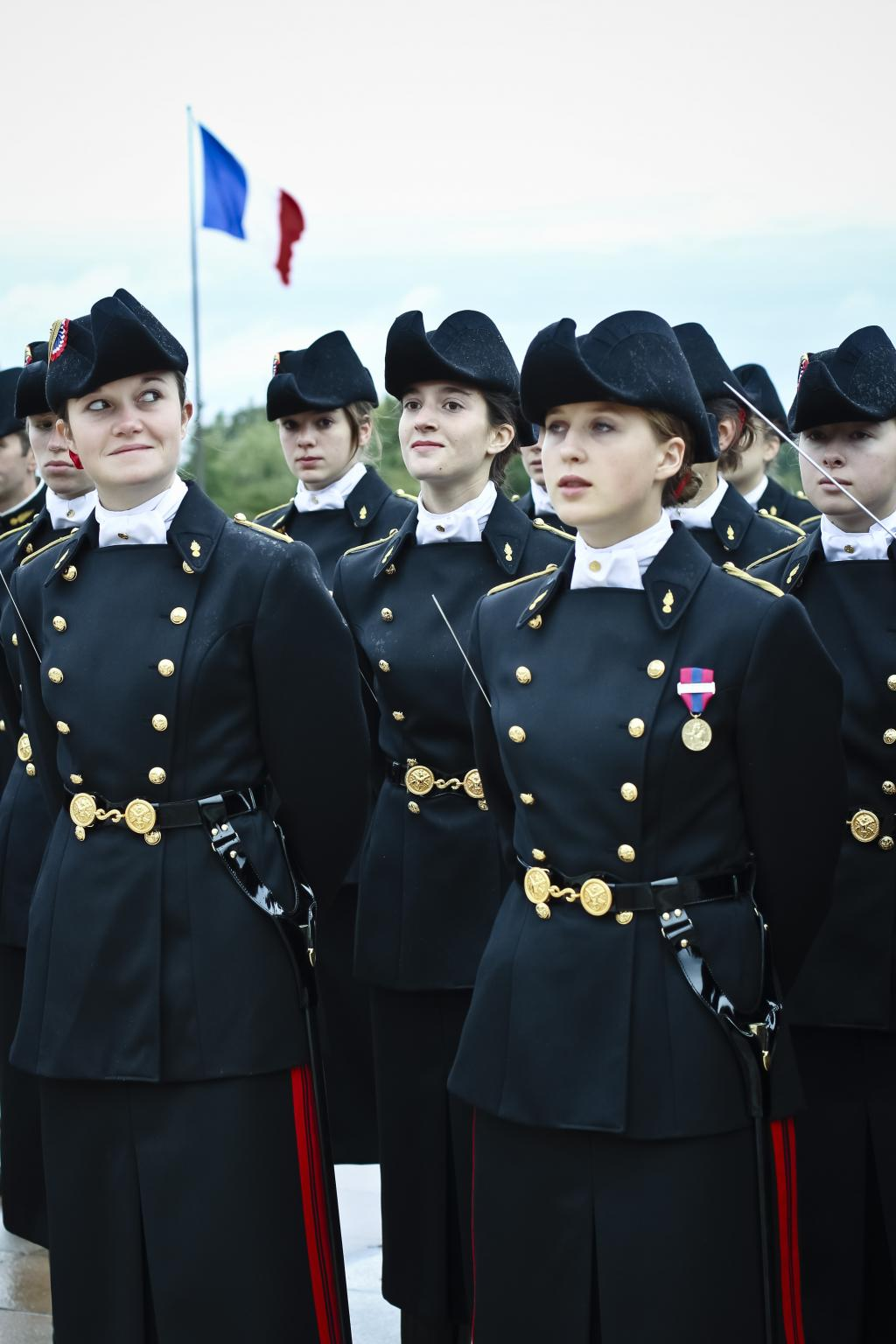
学生制服

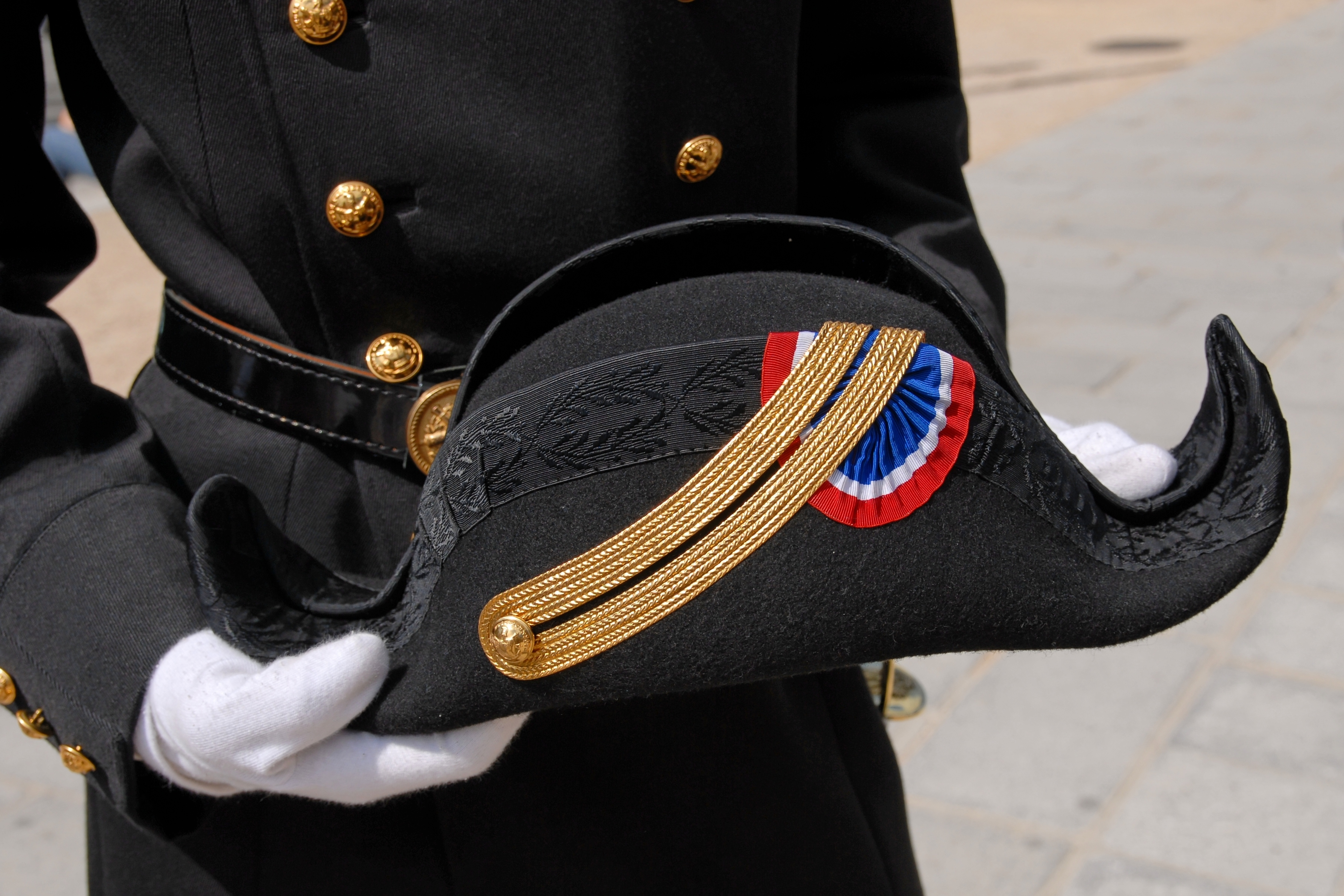
正装のコックドハット

学生の正装（Grand Uniforme）は、赤いストライプの入った黒ズボン（女性の場合はスカート）と金のボタンとベルトの付いた上衣、それにナポレオンも着用していたコックドハット（en:Cocked hat）と呼ばれる二角帽子である。女子学生はかつては三角帽子を着用したが現在は男子学生と同じく二角帽子を着用している。

## 著名な出身者
- アルベール・カコー（土木技術者・建築技術者・航空技術者。コルコバードのキリスト像の内部構造設計など）
- アルフレド・ドレフュス（軍人）
- アルベール・ルブラン（政治家。フランス第三共和政第15代大統領。元フランス大統領）
- アンドレ・シトロエン（シトロエン創業者）
- アンドレ＝マリ・アンペール（物理学者。出身者ではなく、数学講師からのちに同学物理学教授となった。）
- アンリ・ナビエ （数学者・物理学者。後に同校教授。）
- アンリ・ベクレル （物理学者。放射線の発見者。ノーベル物理学賞）
- アンリ・ポアンカレ（数学者・哲学者）
- ヴァレリー・ジスカール・デスタン （元フランス大統領）
- エミール・クラペイロン（物理学者）
- オーギュスタン・ジャン・フレネル（物理学者・土木技術者。フレネル回折）
- オーギュスタン＝ルイ・コーシー（数学者、「コーシー列」、「コーシーの平均値の定理」、「コーシーの積分定理」、「コーシー・リーマンの関係式」など）
- オーギュスト・コント （社会学者）
- ガスパール＝ギュスターヴ・コリオリ（数学者・物理学者。「コリオリの力」など）
- カルロス・ゴーン（日産自動車社長兼CEO）
- クロード・エルフェ（ピアニスト）
- シメオン・ドニ・ポアソン（数学者・物理学者。後に同校教授。「ポアソン比」、「ポアソンの法則」、「ポアソン分布」など）
- ジャック・アタリ（経済思想家、元大統領顧問）
- ジャン＝ポール・アルトマン（SafranCEO）
- ジャン＝クリストフ・ヨッコス（数学者、フィールズ賞受賞）
- ジャン・ティロール（経済学者、ノーベル経済学賞受賞）
- ジュール・ブリュネ（軍人、フランス陸軍参謀総長、映画『ラスト サムライ』のモデル）
- ジェラルド・ムストラル（GDFスエズCEO）
- ジョゼフ・ジョフル（軍人、第一次世界大戦初期のフランス陸軍総司令官）
- ジョセフ・ルイ・ゲイ＝リュサック（化学者・物理学者。シャルルの法則、ゲイ＝リュサック度数）
- ジョルジュ・ソレル（社会主義者、革命家）
- ディディエ・ランバール（フランステレコムCEO）
- ナタリー・コシュースコ＝モリゼ（政治家）
- ニコラ・レオナール・サディ・カルノー（化学者・物理学者）
- ピエール・ガドネクス（フランス電力CEO）
- ピエール・シェフェール（作曲家）
- フェルディナン・フォッシュ（軍人。第一次世界大戦時の連合国軍総司令官）
- ブノワ・マンデルブロ（数学者・経済学者・自然科学者）
- フレデリック・ウデア（ソシエテ・ジェネラルCEO）
- ベルナール・アルノー（LVMH会長）
- ポール・アンドリュー（建築家。パリ空港公団（ADP）副総裁）
- マリー・フランソワ・サディ・カルノー（政治家。第三共和政第4代大統領。元フランス大統領）
- ミシェル・ペベロー（BNP ParibasCEO）
- モーリス・アレ（経済学者、物理学者。ノーベル経済学賞受賞）
- ルイ＝ウジェーヌ・カヴェニャック（軍人、1848年六月蜂起時の閣僚評議会議長あるいはフランス首相）
- ルイ＝エミール・ベルタン（技術者）
- レオンス・ヴェルニー（技術者、横須賀造船所所長）
- 曾我祐邦（陸軍軍人、貴族院議員）